# Tovuz
Tovuz (en azerí: Tovuz) es una localidad de Azerbaiyán, capital del raión homónimo.
Se encuentra a una altitud de 422 m sobre el nivel del mar. 

## Demografía
Según estimación 2010 contaba con 13669 habitantes.